# 王凤喈
王凤喈（1896年11月14日—1965年12月31日），原名科生，派名儒雍，男，湖南湘潭人，中国教育学家。

## 生平
王凤喈曾就读于北京高等师范学校，1919年加入中国国民党。北京高等师范学校毕业后，任湖南私立明德中学英语教员、湖南第一师范教育科教员、长沙私立晨光中学校长。1926年北伐军进入湖南后，当选为国民党长沙市党部执行委员。次年，出任新建的上海劳动大学教务主任。同年，当选国民党湖南省党部委员，指导清党活动。1930年赴美国留学，获芝加哥大学教育学博士。
回国后，历任中央大学教授，中央政治学校教授兼教务副主任、教育系主任，中央政治委员会及教育专门委员会委员，国民参政会参政员。1943年，任湖南省政府委员兼湖南省政府教育厅厅长。1949年赴香港辅仁书院任教。1950年赴台湾，曾任国立编译馆馆长、中华民国孔孟学会常务理事、《孔孟月刊》主编、国立政治大学教授、国立台湾师范大学教育系与教育研究所教授。